# Pronkpalpmot
De pronkpalpmot (Pseudotelphusa scalella) is een vlinder uit de familie van de tastermotten, de Gelechiidae. De spanwijdte van de vlinder bedraagt tussen de 11 en 15 millimeter. De soort komt verspreid over Europa voor. De rups overwintert.

## Waardplanten
De pronkpalpmot heeft mossen, korstmossen en zomereik als waardplant.

## Voorkomen in Nederland en België
De pronkpalpmot is in Nederland en België een niet zo gewone en lokale soort. De soort kent één jaarlijkse generatie, die vliegt in mei en juni.